# Francesco Boriani
Francesco Boriani (San Pietro in Casale, 9 luglio 1913 – San Pietro in Casale, 24 maggio 2004) è stato un calciatore e allenatore di calcio italiano, di ruolo centrocampista.

## Carriera
Mezzala dotata di buona tecnica individuale, crebbe nel Bologna, con cui debuttò in Serie A il 2 ottobre 1932 sul campo del Palermo. Rimane in forza ai felsinei fino al 1941 (con due parentesi al Budrio e all'Anconitana-Bianchi); inizialmente chiuso nel suo ruolo da Francisco Fedullo e Raffaele Sansone, ottiene più spazio nella stagione 1939-1940, nella quale realizza anche la sua unica rete in Serie A.
Prosegue la carriera nel Prato, tra Serie B e Serie C, e nel G.I.L. San Pietro in Casale, durante la guerra; lasciata definitivamente Bologna nel 1946, chiude nella Centese, ancora in Serie B e C.
Conseguito il diploma in violino al Conservatorio Giovanni Battista Martini di Bologna, fonda a San Pietro in Casale, insieme al liutaio Alfredo Fontana, la "Scuola d'archi Boriani-Fontana".
Sempre a San Pietro in Casale, nel 2008, viene intitolata a suo nome la sala emeroteca della biblioteca comunale "Mario Luzi".

## Palmarès

### Competizioni nazionali
- Campionato italiano: 2

Bologna: 1936-1937, 1938-1939
- Serie C: 1

Centese: 1946-1947

### Competizioni internazionali
- Coppa dell'Europa Centrale: 1

Bologna: 1934
- Torneo Internazionale dell'Expo Universale di Parigi

Bologna: 1937